# يو إف سي 254
يو إف سي 254: حبيب ضد غيثي (بالإنجليزية: UFC 254: Khabib vs. Gaethje)‏ كان حدثًا لفنون القتال المختلطة نظمته يو إف سي، وأُقيم في 24 أكتوبر 2020 في دو فورم في أبو ظبي، الإمارات العربية المتحدة.

## النتائج
1. ↑  على لقب بطولة يو إف سي للوزن الخفيف

المصدر:

## الجوائز الإضافية
حصل المقاتلون التاليون على مكافآت بقيمة 50،000 دولار:
- قتال الليل: كيسي كيني ضد ناثانيال وود
- أداء الليلة: حبيب نورمحمدوف وماغوميد أنكالايف

## ما بعد الحدث
في مقابلة حبيب نورمحمدوف بعد القتال، أعلن اعتزاله من فنون القتال المختلطة وأوضح أنه وعد والدته بأنه لن يستمر في القتال بدون والده الراحل (الذي توفي بسبب مضاعفات تتعلق بحالة قلبية موجودة بينما كان تحليلة إيجابيًا لمرض فيروس كورونا في يوليو). وقال حبيب «اليوم أريد أن أقول إنها كانت آخر نزالاتي. لا يمكن أن آتي إلى هنا بدون والدي». "كان هذه أول نزال بعد رحيل والدي. عندما اتصلت بي يو أف سي بخصوص نزالي مع جاستن، تحدثت مع والدتي ثلاثة أيام. إنها لا تريدني أن أقاتل بدون أبي، لكنني وعدتها بأن هذا سيكون آخر قتال. وإذا أعطيت كلمتي، يجب أن أتبعها».

## المشاهدة
قبل ثلاثة أيام فقط من ليلة القتال، قال مسؤولو يو أف سي إنهم تعقبوا التغطية الإعلامية للبطاقة في أكثر من 50 دولة، وبلغ إجمالي عدد مرات الظهور أكثر من 23 مليون مرة.
في روسيا، تم بث يو أف سي 254 على تلفزيون أر أي أن، حيث اجتذب أكثر من 10.8 مليون مشاهد على البث التلفزيوني المباشر، لتحتل المرتبة الأولى في تصنيفات التلفزيون الروسي. وشاهد الحدث 19.2% من الفئة العمرية 25-54 في روسيا، بما في ذلك 25.7٪ من الذكور في تلك الديموغرافية. في العاصمة موسكو، شاهد الحدث 19.8% من الفئة العمرية 25-54، بما في ذلك 26.8% من الذكور في تلك الديموغرافية.